# Französischer Friedhof (Berlin)

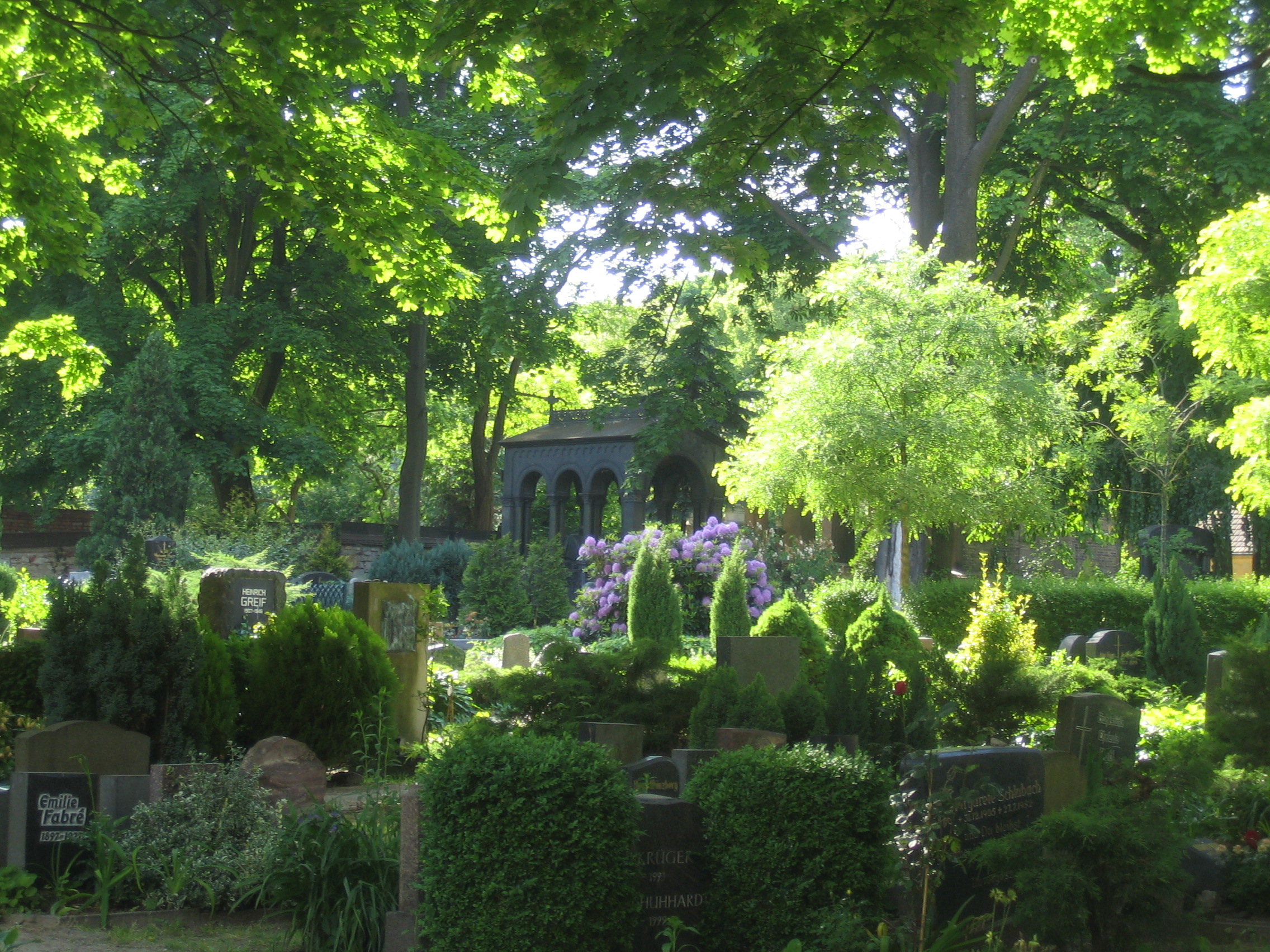
Blick über den Friedhof

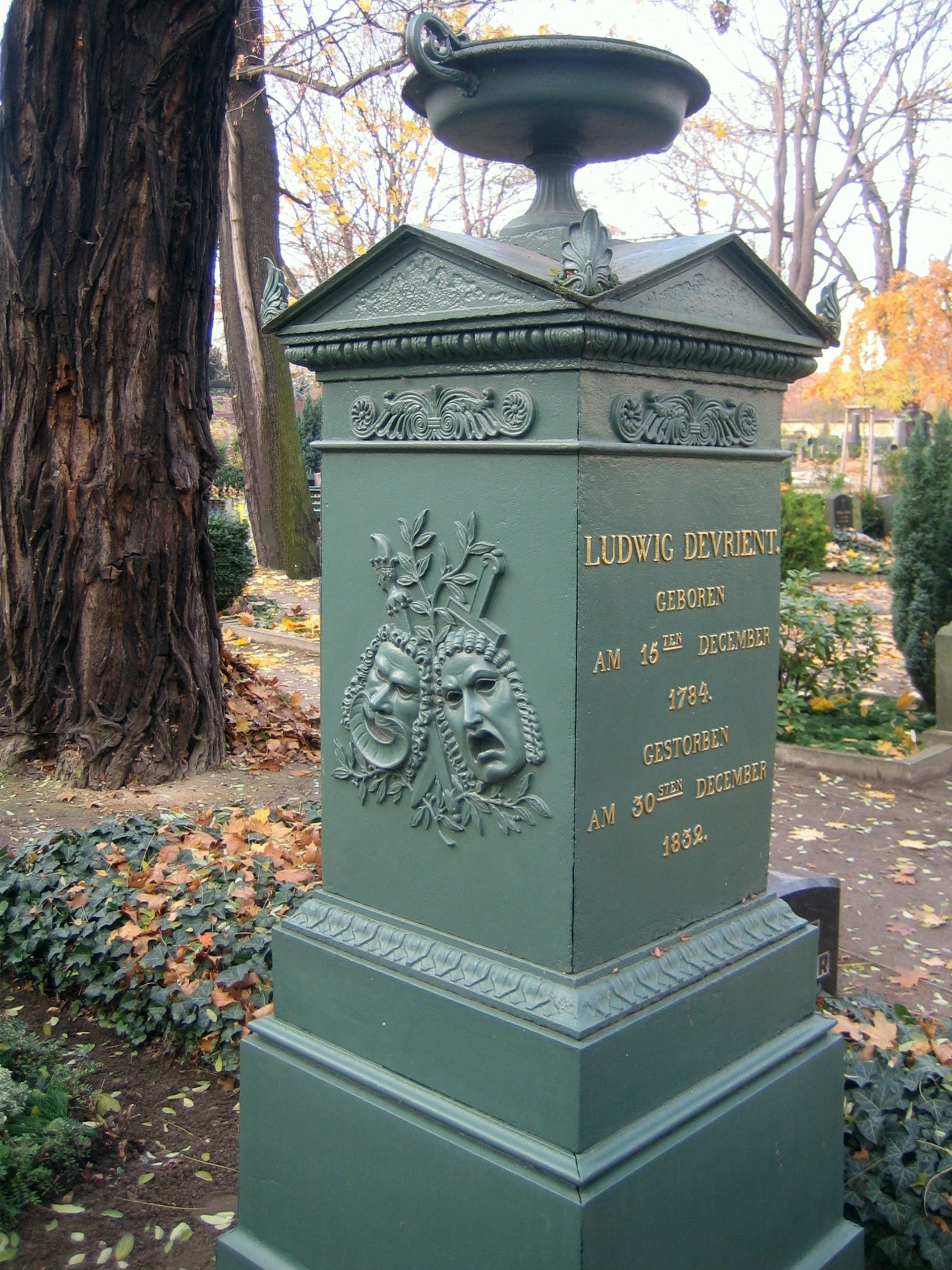
Grabmal für Ludwig Devrient

Grabdenkmal Pommrich. Trauernde von Albert Moritz Wolff

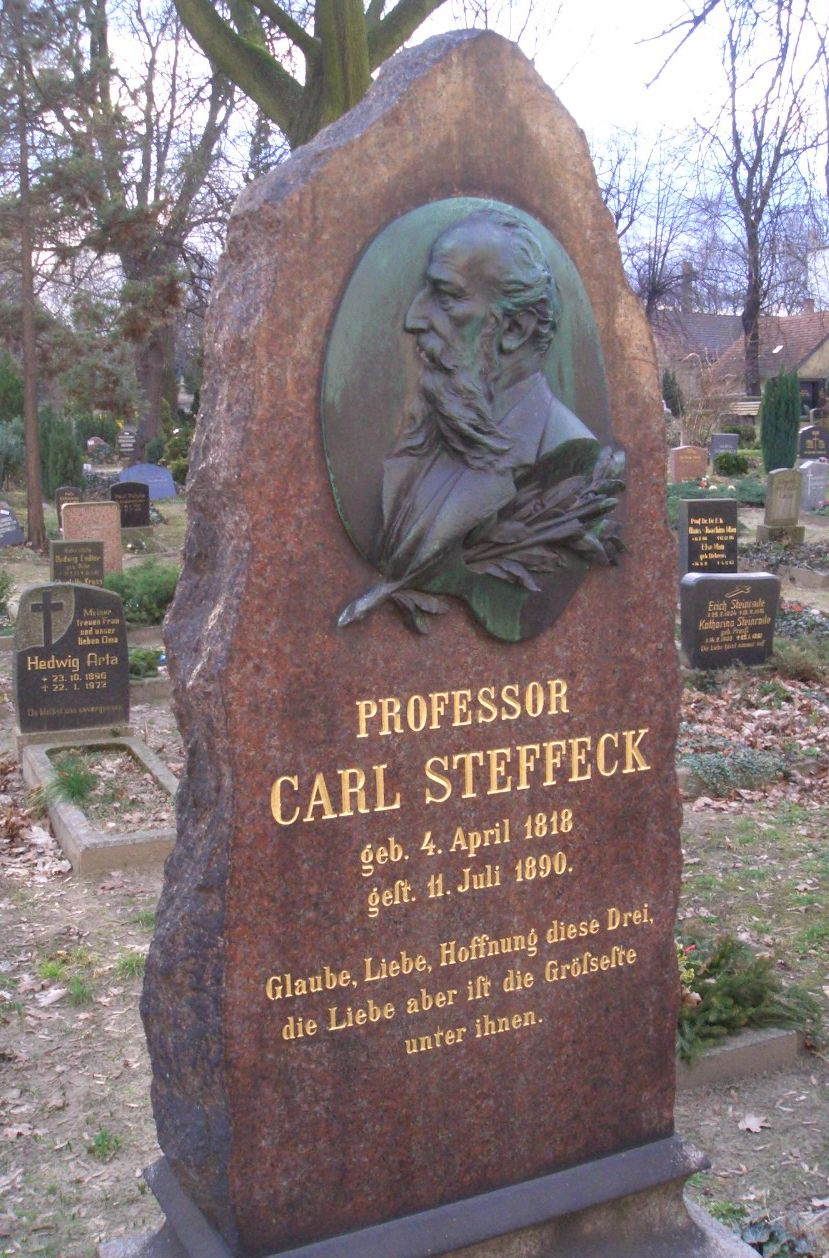
Grabstein Carl Steffeck, Medaillon von Friedrich Reusch

Der I. Französische Friedhof in der Oranienburger Vorstadt von Berlin ist ein kunsthistorisches Denkmal in unmittelbarer Nachbarschaft zum Friedhof der Dorotheenstädtischen und Friedrichswerderschen Gemeinden. Der Französische Friedhof bildet gemeinsam mit dem benachbarten Dorotheenstädtisch-Friedrichswerderschen Friedhof das bedeutendste erhaltene und noch genutzte Friedhofsensemble Berlins aus dem 18. Jahrhundert.
Auf dem Friedhof sind Beispiele klassizistischer Grabmalkunst des 19. Jahrhunderts zu finden.

## Geschichte
Der I. Französische Friedhof wurde 1780 auf einem Areal von 6.800 m² von der Französisch-Reformierten Gemeinde Berlins als Begräbnisstätte für die Nachkommen der Hugenotten angelegt. Er befand sich unmittelbar außerhalb der Berliner Zollmauer.
Der Zugang liegt in der Chausseestraße 127 (zwischen U-Bahnhof Naturkundemuseum und U-Bahnhof Oranienburger Tor) in Berlin-Mitte.
Ab 1835 nutzte die Gemeinde den Französischen Friedhof II an der Liesenstraße.

## Gräber auf dem I. Französischen Friedhof
Unter den auf dem Französischen Friedhof beigesetzten Persönlichkeiten findet man:
- Paul Ackermann (1812–1846), französischer Sprachwissenschaftler und Schriftsteller
- Klaus Alheim (1942–2020), Erziehungswissenschaftler
- Frédéric Ancillon (1767–1837), Erzieher von König Friedrich Wilhelm IV. und preußischer Staatsmann
- Franz Bendel (1833–1874), Komponist
- Erich Böhme (1930–2009), Journalist und Fernsehmoderator
- Daniel Chodowiecki (1726–1801), Kupferstecher
- Ludwig Devrient (1784–1832), Schauspieler
- Emil Heinrich Du Bois-Reymond (1818–1896), Physiologe (Grab eingeebnet, es existiert nur eine Gedenktafel)
- Felix Henri Du Bois-Reymond (1782–1865), Lehrer
- Madame Du Titre (= Marie Anna Dutitre) (1748–1827), Berliner Original
- Eberhard Esche (1933–2006), Schauspieler
- Horst Fliegel (1938–2018), Komponist
- Amy Frank (1896–1980), Schauspielerin
- Dieter Franke (1934–1982), Schauspieler
- Willi Geismeier (1934–2007), Kunsthistoriker
- Benjamin George (1739–1823), Unternehmer und Mäzen, Namensgeber der Georgenstraße (Monumentalsarkophage auch mehrerer Familienangehöriger)
- Heinrich Greif (1907–1946), Schauspieler
- Jenny Gröllmann (1947–2006), Schauspielerin
- Michael Gwisdek (1942–2020), Schauspieler
- Evelyn Hartnick-Geismeier (1931–2017), Bildhauerin und Medailleurin
- Rolf Herricht (1927–1981), Schauspieler und Komiker
- Harry Hindemith (1906–1973), Schauspieler
- Wolfgang Kohlhaase (1931–2022), Drehbuchautor, Regisseur und Schriftsteller
- Gottfried Kolditz (1922–1982), Regisseur
- Dieter Mann (1941–2022), Schauspieler
- Karl Ludwig Michelet (1801–1893), Philosoph
- Hendrik George de Perponcher Sedlnitzki (1771–1856), niederländischer General der Infanterie und Gesandter in Berlin
- Klaus Piontek (1935–1998), Schauspieler
- Friedrich Quincke (1865–1934), Chemiker
- Louis Fréderic Jacques Ravené (1823–1879), Kaufmann und Kunstmäzen
- Pierre Louis Ravené (1793–1861), Industrieller und Kunstsammler – Grabmal von Friedrich August Stüler; der liegende Ravené und die Engel von Gustav Blaeser
- Käthe Reichel (1926–2012), Schauspielerin
- Günter Reisch (1927–2014), Filmregisseur
- Friedrich Richter (1894–1984), Schauspieler
- Helga Sasse (1942–2013), Schauspielerin
- Klaus Schlesinger (1937–2001), Schriftsteller
- Horst Schönemann (1927–2002), Schauspieler und Regisseur
- Berthold Schulze (1929–1988), Schauspieler
- Carl Steffeck (1818–1890), Maler
- Ehrenfried Stelzer (1932–2010), Direktor der Sektion Kriminalistik der Humboldt-Universität 1957–1989
- Gustav Trampe (1932–2006), Journalist
- Fritz-Georg Voigt (1925–1995), Übersetzer, Herausgeber und Lektor
- Peter Voigt (1933–2015), Autor und Regisseur von Dokumentarfilmen
- Gerhard Wolfram (1922–1991), Intendant des Landestheaters Halle und des Deutschen Theaters

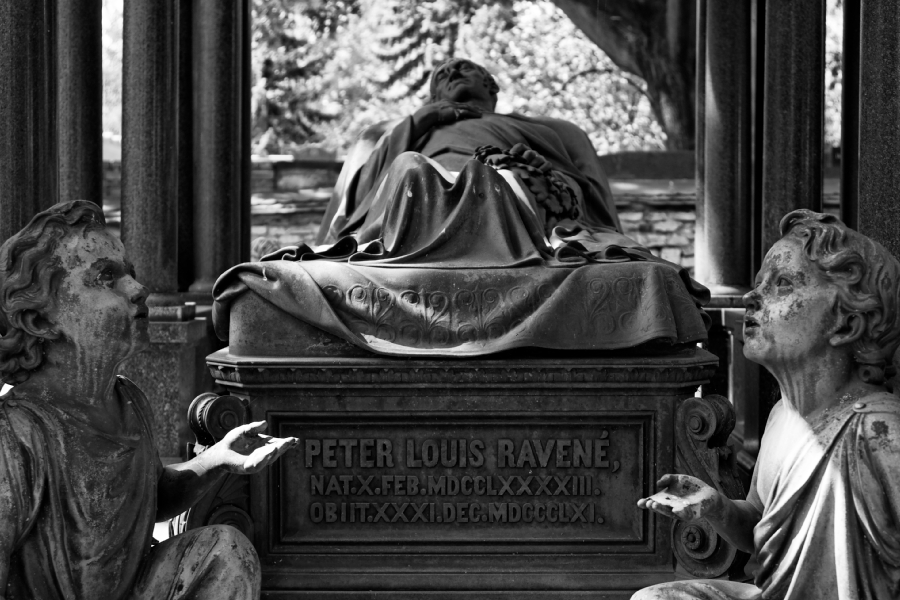
Grabmal von Peter Louis Ravené
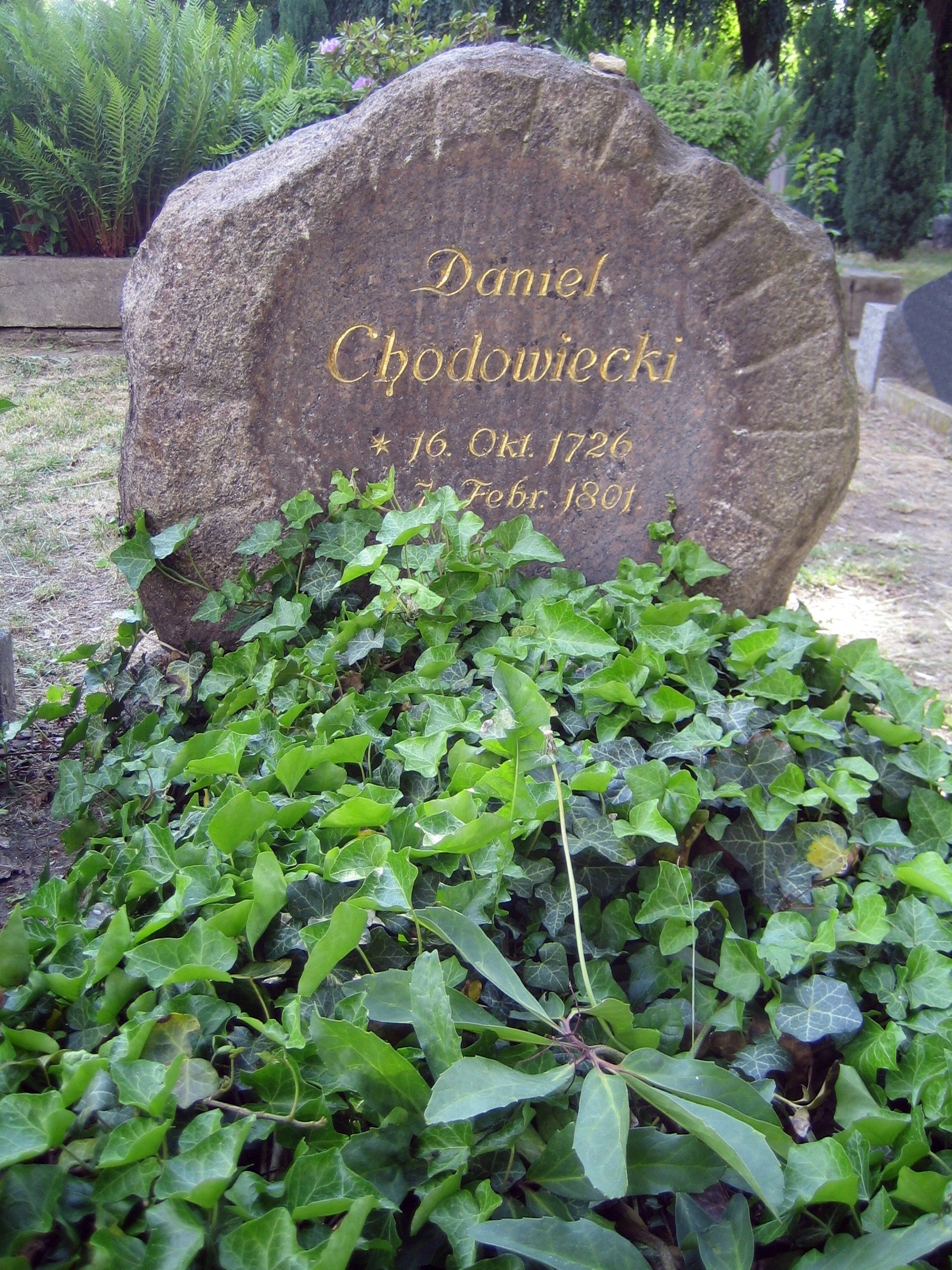
Grab von Daniel Chodowiecki
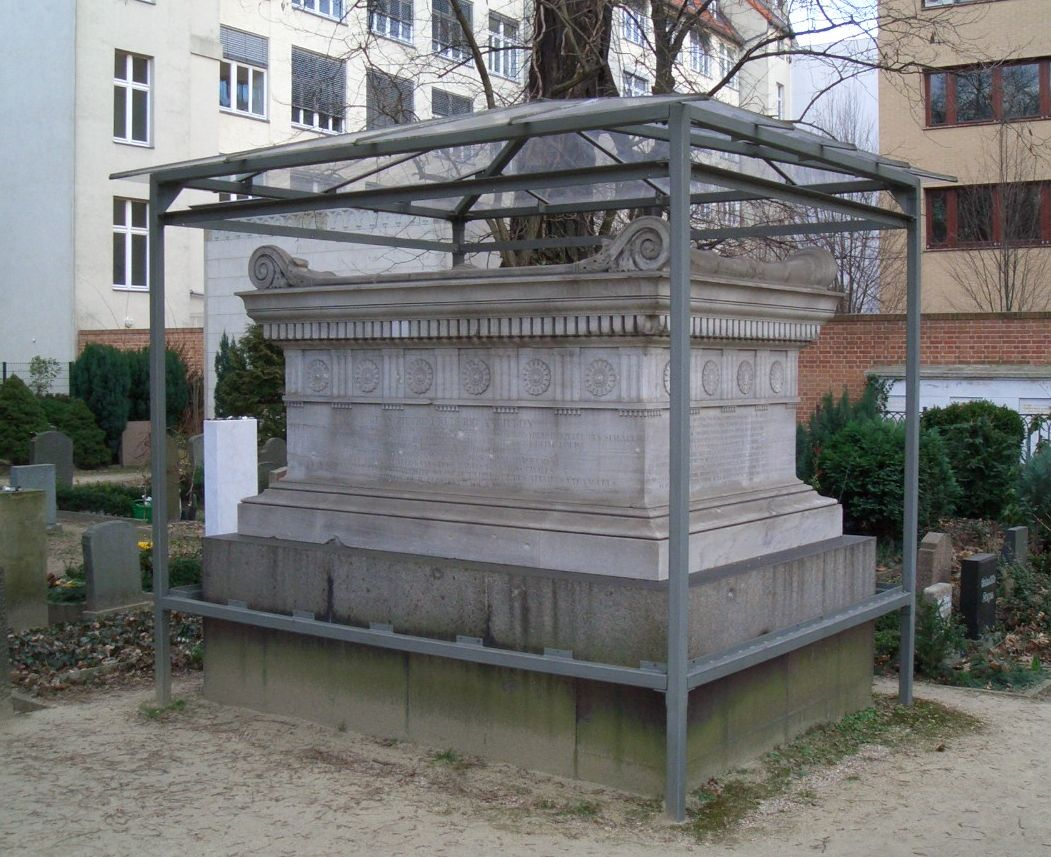
Frédéric Ancillon. Entwurf: Karl Friedrich Schinkel
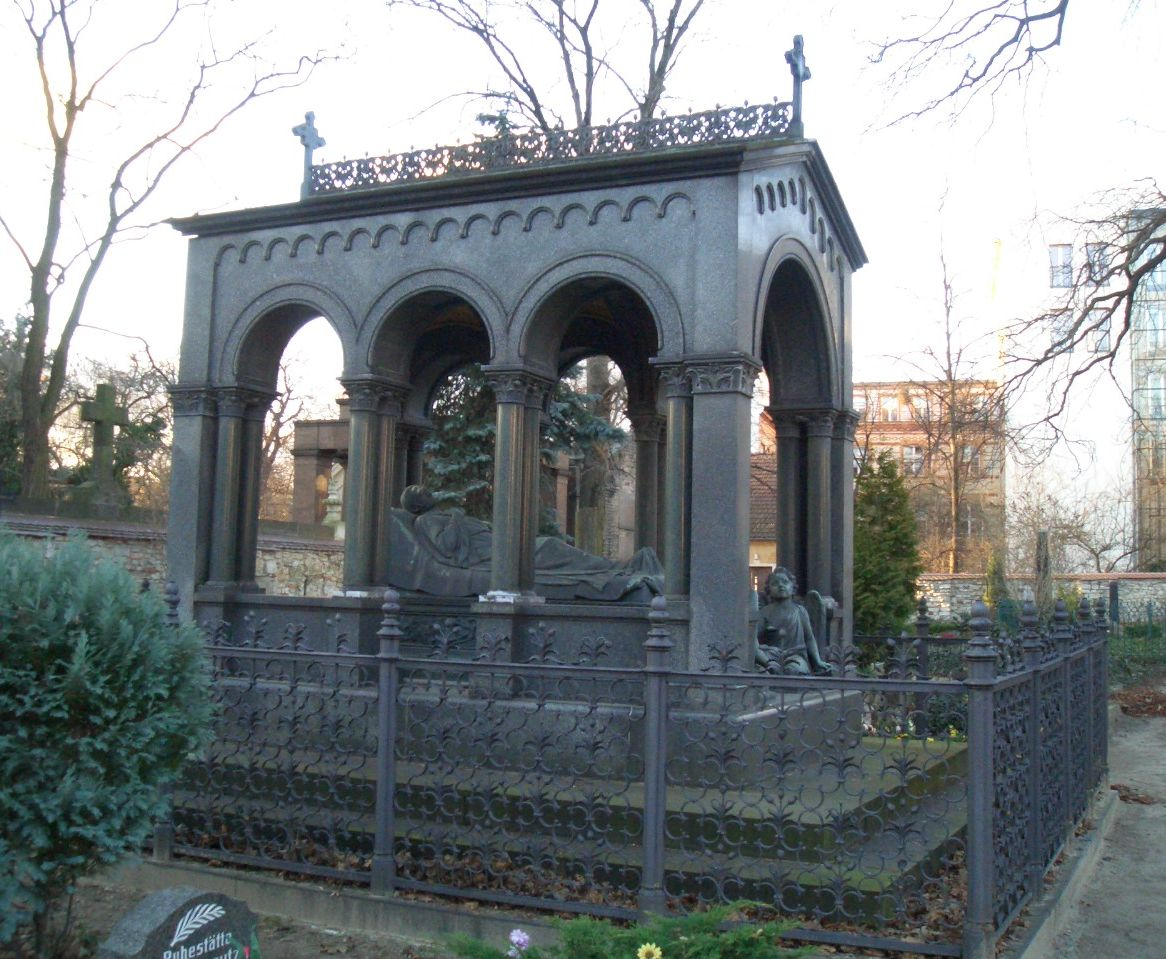
Grabmal für Pierre Louis Ravené
Grab von Louis Fréderic Jacques Ravené
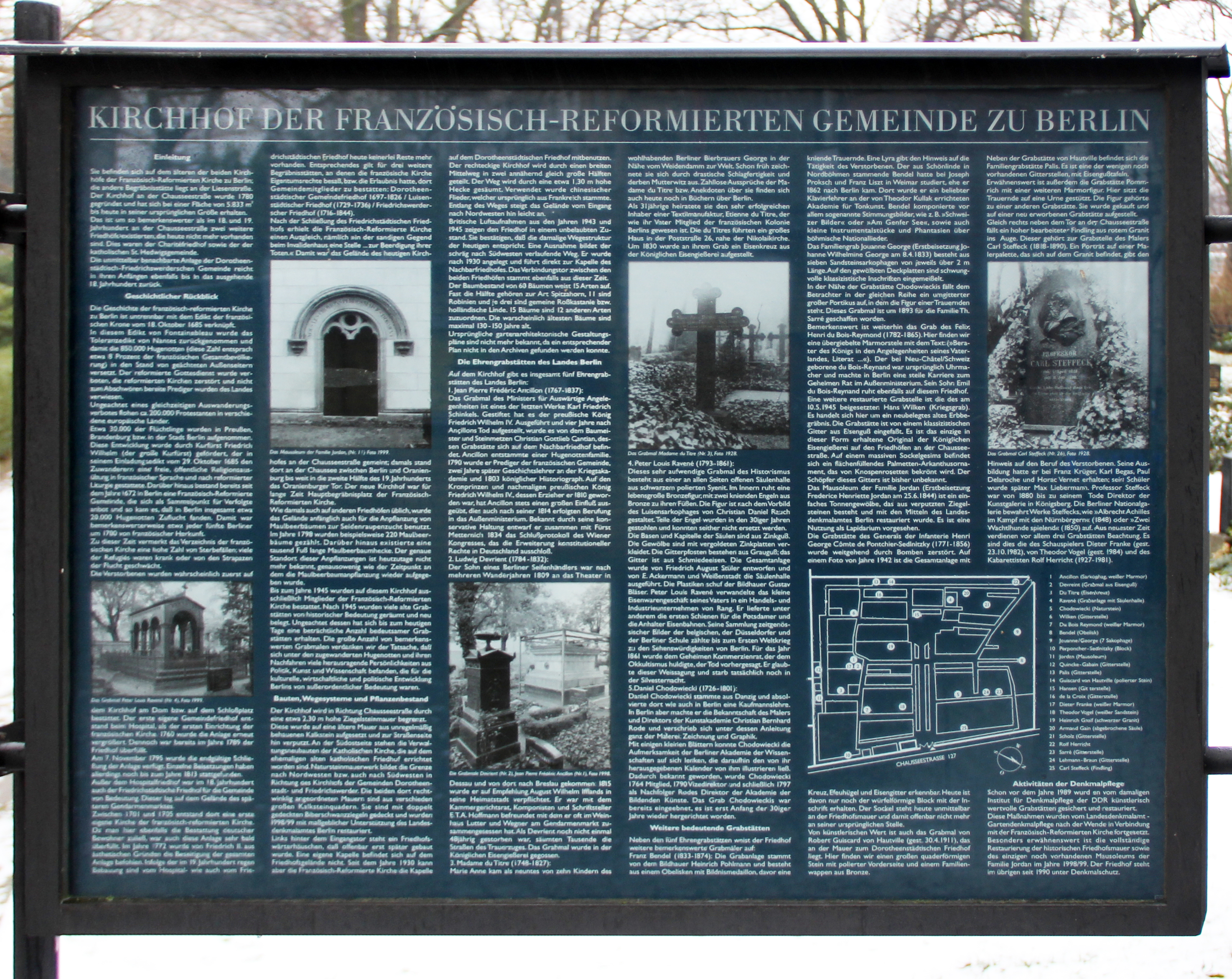
„Kirchhof der Französisch-Reformierten Gemeinde zu Berlin“